# آيت داوود (الحواديف)
آيت داوود هو دُوَّار يقع بجماعة الكنزرة، إقليم الخميسات، جهة الرباط سلا القنيطرة في المملكة المغربية. ينتمي الدوّار لمشيخة الحواديف التي تضم 6 دواوير. يقدر عدد سكانه بـ 947 نسمة حسب الإحصاء الرسمي للسكان والسكنى لسنة 2004.

## وصلات خارجية
- البوابة الوطنية للجماعات الترابية
- المندوبية السامية للتخطيط